# Îlet Frégate
L'îlet Frégate est une île inhabitée de Martinique, une des îlets du François, appartenant administrativement à Le François. 

## Géographie
L'îlet est un site protégé. Il est situé au sud de la pointe Duplessis dans l’alignement de l’îlet Long.

## Histoire
L'îlet est issu de la chaîne volcanique sous-marine de Vauclin-Pitaul daté du miocène moyen, il est comme les îlets Lavigne, Long, Oscar et Thierry, protégé par un arrêté de protection de biotope depuis 2003. Il 
est inscrit par l’arrêté ministériel du 28 juillet 2007, avec les îlets Lapins et Pelé.